# Liège-Bastogne-Liège 1937
La 27e édition de Liège-Bastogne-Liège a eu lieu le 10 avril 1937 et a été remportée par le Belge Éloi Meulenberg. 
Éloi Meulenberg remporte le sprint d'un groupe constitué de 13 hommes. Les coureurs arrivés de la septième à la treizième place n'ont pu être classés. 114 coureurs ont pris le départ et 54 étaient à l'arrivée. Éloi Meulenberg est sacré champion du monde quelques mois plus tard à Copenhague.

## Classement
| n° | Coureur             | Équipe             | Temps           |
| -- | ------------------- | ------------------ | --------------- |
| 1  | Éloi Meulenberg     | Alcyon-Dunlop      | 5 h 49 min 30 s |
| 2  | Gustaaf Deloor      | Colin-Wolber       | m.t.            |
| 3  | Julien Heernaert    | -                  | m.t.            |
| 4  | René Pedroli        | Birma-Hutchinson   | m.t.            |
| 5  | René Walschot       | -                  | m.t.            |
| 6  | Camille Beeckman    | Dilecta            | m.t.            |
| 7  | Albert Perikel      | De Dion-Bouton     | m.t.            |
|    | Maurice Cocqueriaux | -                  | m.t.            |
|    | Joseph Somers       | Mercier-Hutchinson | m.t.            |
|    | Henri Garnier       | -                  | m.t.            |
|    | Louis van Roye      | Helyett-Splendor   | m.t.            |
|    | Corneel Leemans     | Mercier-Hutchinson | m.t.            |
|    | Camille Michielsens | -                  | m.t.            |